# Мамука Ломідзе
Мамука Ломідзе (груз. მამუკა ლომიძე; нар. 16 червня 1980, Тбілісі, Грузинська РСР) — грузинський футболіст, центральний захисник.

## Клубна кар'єра
Народився в Тбілісі. Вихованець академії батумського «Динамо», до першої команди якого переведений на початку липня 2001 року. На початку серпня 2003 року виїхав до Росії, виступав за молодіжну команду «Ростова», «Чкаловець-1936» та «Сибір». На початку січня 2006 року повернувся в батумське «Динамо». Півроку по тому знову виїхав за кордон, цього разу до Молдови. Виступав за «Зімбру». На початку липня 2009 року повернувся до Грузії, де захищав кольори «Локомотив» (Тбілісі) та «Металург» (Руставі). У футболці «металургів» зіграв 2 поєдинки в Лізі Європи УЄФА 2009/10.
На початку серпня 2009 року перейшов до словацького «Ружомберока». Дебютував за нову команду 26 вересня 2009 року в програному (0:1) виїзного поєдинку 11-го туру Суперліги Словаччини проти пряшівського «Татрана». Мамука вийшов на поле на 75-й хвилині замість Міхала Галло. Загалом виступав переважно за резервну команду, а за основний склад виходив на поле в 4-х поєдиках.
На початку липня 2010 року повернувся до Молдови, де підписав контракт з «Дачією». У футболці столичного клубу дебютував 26 липня 2010 року в переможному (1:0) домашньому поєдинку 1-го туру Суперліги Молдови проти «Універу» (Комрат). Ломідзе вийшов на поле в стартовому складі та відіграв увесь матч. У першій половині сезону 2010/11 років був гравцем основи, але після зимової перерви втратив своє місце в команді. Загалом у складі «Дачії» провів 20 матчів, результативними діями не відзначився. З липня й до кінця грудня 2011 року залишався без клубу.
На початку грудня 2011 року повернувся на батьківщину, де став гравцем одного з грандів грузинського футболу, «Динамо» (Тбілісі). У футболці столичного клубу дебютував 11 грудня 2011 року в нічийному (1:1) домашньому поєдинку 17-го туру Ліги Еровнулі проти «Колхеті» (Поті). Мамука вийшов на поле в стартовому складі та відіграв увесь матч. У грудні 2011 року провів за «динамівців» 3 поєдинки, після чого за команду більше не грав. На початку серпня 2012 року завершив кар'єру гравця.

## Кар'єра в збірній
Виступав за юнацькі (U-17) та (U-19) збірні Грузії, а також за молодіжну збірну країни.